# Bisons Loimaa
El Nilan Bisons Loimaa es un equipo de baloncesto finlandés con sede en la ciudad de Loimaa, que compite en la Korisliiga, y en la VTB United League. Disputa sus partidos en el Loimaa Sports Center, con capacidad para 1500 espectadores y para los partidos importantes en el Energia Areena, con capacidad para 3.500 espectadores, situado en Vantaa.

## Nombres
Loimaan Korikonkarit
(1964–2011)
Nilan Bisons Loimaa
(2011–presente)

## Trayectoria
| Temporada | Nivel | Liga       | Pos. | Copa de Finlandia | Competiciones europeas | Competiciones europeas | Otras competiciones | Otras competiciones |
| --------- | ----- | ---------- | ---- | ----------------- | ---------------------- | ---------------------- | ------------------- | ------------------- |
| 2011–12   | 1     | Korisliiga | 1º   |                   |                        |                        |                     |                     |
| 2012–13   | 1     | Korisliiga | 1º   | Finalista         |                        |                        |                     |                     |
| 2013–14   | 1     | Korisliiga | 3º   |                   | 2 Eurocup              | RS                     |                     |                     |
| 2014–15   | 1     | Korisliiga | 2º   |                   |                        |                        | United League       | 13º                 |
| 2015–16   | 1     | Korisliiga | 5º   |                   |                        |                        | United League       | 13º                 |

## Palmarés
- Campeonato de Finlandia: 2012, 2013

Subcampeón: 2015
- Copa de Finlandia:

Subcampeón: 2013
- Campeón 1st Division (2 División): 2011

## Jugadores destacados
| - Eero Aaltonen - Roope Ahonen - Toni Karppinen - Pietu Katka - Mikko Koivisto - Tuukka Kotti - Carl Lindbom - Ville Mäkäläinen - Kimmo Muurinen - Antto Nikkarinen - Vesa Pakkanen - Turkka Rikkonen - Pierre Jallow - Landon Adler - Aubrey Coleman | - DeAndre Coleman - Damion Dantzler - Anthony Davis - Jason Davis - Will Harris - Justin Hawkins - Jonathan Heard - Anthony Hilliard - Maurice Horton - Deonte Huff - Ian Hummer - Jeb Ivey - Aaron Johnson - Billy Keys - Raheem McBride | - Ryan McDade - Japhet McNeil - Travis Nelson - Michael Nunnally - John Pichon - Zach Ramey - Frank Robinson - Ralph Sampson III - Jason Stamper - Eryk Thomas - Channing Toney - John Williamson - Martin Zeno - Ike Joseph Udanoh - Clifton Jones |